# Anisopappus brandbergensis
Anisopappus brandbergensis es una especie de planta floral perteneciente al género Anisopappus, categorizada en la tribu Athroismeae, de la subfamilia Asteroideae. Fue descrita por (P.P.J.Herman) Bengtson, M.Englund, Pruski & Anderb.
Fue publicada en Taxon 66: 417 (2017). Especie nativa de Namibia que crece en el bioma de matorrales.